# Testa o croce (Jake La Furia)
Testa o croce è un singolo del rapper italiano Jake La Furia, pubblicato il 18 marzo 2016 come secondo estratto dall'album Fuori da qui.
La canzone ha visto la partecipazione vocale del rapper Egreen.

## Tracce
1. Testa o croce (feat. Egreen) – 4:39